# Aero A-11
L'Aero A-11 fu un aereo da ricognizione e bombardiere leggero monomotore, biplano biposto, sviluppato dall'azienda aeronautica cecoslovacca Aero Letňany nei primi anni venti del XX secolo.

## Impiego operativo

### Finlandia
Gli A.11HS entrarono in servizio con i reparti di prima linea nel 1927, rimanendovi fino al 1929 quando iniziarono ad essere rimpiazzati dai più recenti Aero A-32. Tuttavia rimasero operativi nel ruolo di aereo da addestramento fino al 1939.

## Varianti
A.11
versione principale, bombardiere leggero/ricognitore biposto, equipaggiata con motore 6 cilindri in linea Walter W-IV da 240 CV (177 kW), realizzata in 107 esemplari.
A.11HS
designazione del modello da esportazione per la Finlandia, come A.11 ma equipaggiata con un motore V8 Hispano-Suiza 8Fd da 300 CV (221 kW), realizzata in 8 esemplari.
A.11N
versione bombardiere notturno.
Ab.11
versione bombardiere leggero equipaggiata con motore Breitfeld & Danek Perun II realizzata in 84 esemplari.

## Utilizzatori
Cecoslovacchia
- Češkoslovenske Vojenske Letectvo

 Finlandia
- Suomen ilmavoimat